# NGC 5550
NGC 5550 é uma galáxia espiral (Sb)  localizada na direcção da constelação de Boötes. Possui uma declinação de +12° 53' 00" e uma ascensão recta de 14 horas, 18 minutos e 28,0 segundos.
A galáxia NGC 5550 foi descoberta em 4 de Abril de 1831 por John Herschel.